# Francisco Maspons y Labrós
Francisco Maspons y Labrós (né à Granollers en 1840 et mort à Bigues i Riells del Fai en 1901) est un folkloriste, écrivain et juriste espagnol.

## Biographie
Né en 1840 dans la ville de Granollers del Vallés (province de Barcelone), il étudie le droit jusqu'à obtenir son doctorat et obtient le titre de bachelier en droit administratif.
Il est avocat au barreau de Barcelone, notaire et membre du conseil d'administration du barreau de Barcelone. Il est procureur municipal suppléant de la municipalité de San Pedro de Barcelona, juge de première instance en commission de plusieurs districts judiciaires et responsable du consistoire des Jeux Floraux. Il occupe également le poste de membre du conseil d'administration de l'Association artistique et archéologique de Barcelone en 1879, ainsi que celui de président du premier concours littéraire scientifique de Granollers en 1881. Il est membre du Congrès catalan des juristes tenu à Granollers en 1880 et délégué au concours pour le district judiciaire d'Igualada (es), ainsi que délégué du collège notarial de Barcelone à l'Assemblée notariale de Madrid. Il est vice-président de la section de Droit et d'Histoire de la Catalogne du Centre Catalá (es) en 1882 et membre du congrès juridique de Barcelone, tenu à l'occasion de l'Exposition universelle de 1888, ainsi que du Congrès économique national de la même année. Il est également membre de la section archéologique et membre du jury des guides de la Catalogne de l'exposition mentionnée ci-dessus, ainsi que président de l'Association Catalane d'Excursions (es).
Il a collaboré aux revues suivantes :
- Lo Gay Saber ;
- La Bandera Catalana ;
- La Llumanera de Nova York (es) ;
- Revista Histórica ;
- Lo Calendari Catalá ;
- La Ilustració Catalana (es) ;
- Boletín y Anuari de la Associació de Excursións Catalana, ainsi que le Biblioteca Folk-lore, publiée par cette association ;
- Revista de Litera Popular.

Dans ces revues, il publie plusieurs études historiques sur les tribunaux de Catalogne, la forme de gouvernement de Barcelone, le couvent de Jésuset des études folkloriques. En 1871, il publie la première série d'un recueil de contes populaires catalans intitulé Rondallayre (26 histoires), en 1872 pour la deuxième (27 histoires) et en 1875 la troisième (27 histoires). En 1885, il complète Lo rondallayre avec une quatrième série qui comprend 20 contes, qui fait partie de la Biblioteca Folk-lore publiée par la Associació de Excursións Catalana.
En 1874 il publie le Libro de la infancia. En 1877, il envoie à son ami le Dr Pitré de Palermo une brochure en catalan à l'occasion de son mariage, décrivant une noce dans les montagnes de la Principauté. Il est également l'auteur d'un ouvrage intitulé Siemprevivas (1885). Il s'intéresse particulièrement à l'étude de la comarque du Vallés (es), sur les traditions, les coutumes et l'histoire de laquelle il écrit divers textes. Il est membre de l'Académie royale des belles-lettres de Barcelone, ainsi que membre du Congrès international de folklore de Londres.
Il meurt en 1901 à Bigues i Riells del Fai.

## Œuvres

### Études folkloriques pour les revues
Dans les revues pour lesquelles il a contribué, il a publié les études folkloriques suivantes :
- Lo poll y la pussa ;
- La tonada maravillosa ;
- Cuentos populars viennesos ;
- Endevinallas populars francesas ;
- Deixan lo dob ;
- Literatura popular de Módica ;
- Lo molí de San ;
- Bibliografía forana ;
- Llegendas rusas ;
- Cuentos populares del Zulús ;
- La festa dels morts ;
- Los vehins ;
- Lo cant de Ragnar ;
- Las bruixas ;
- Literatura popular italiana ;
- Oswald de Furstench ;
- Un cant popular hebreu ;
- L'aprenentatje ;
- S. Jordi ;
- La llegenda de S. Jordi ;
- Lo fort farall ;
- Literatura popular bolonesa ;
- El día de difuntos ;
- La fola del Murchin ;
- La scatola di cristallo ;
- Lo puput ;
- La fiesta de S. Juan ;
- Lo ball de gitanas en lo Vallés

### Autres
- La caza. Derechos y deberes del propietario y del cazador. Colección de disposiciones que la reglamentan cementados por D. José de Arullot y D. Francisco Maspons. Barcelona, imp. de El Porvenir, 1867[2].
- Lo Rondallayre. Colección de cuentos populares catalanes. Barcelona, imp. Verdaguer, 1871, 1872 y 1875[2].
- Jochs de la Infancia. Colleció de jochs populars catalans. Barcelona, imp. de Martí y Cantó, 1874[2].
- Tradicions del Vallés, Barcelona, imp. de la Renaixensa, 1876[2].
- Las bodas catalanas. Costums populars catalanas. Barcelona, imp. La Renaixensa, 1877[2].
- Lo Vallés, Barcelona, Estampa de Jaime Jepús, 1882[2].
- De Mollet á Bigas (extret del Anunari de la Associació d'Excursions Catalana, 1882)[2].
- Crónica de Bruniquer, Barcelona, imp. de la Renaixensa, 1885[2].
- Excursió col-lectiva de la Conca baixa del Noya: Acta. Barcelona, Estampa dels Sucesors de N. Ramirez y Cª, 1886[2].
- Cuentos populars catalans. Cuarta serie, Barcelona, imp. Ramírez y Cª, 1885[2].
- Excursió col·lectiva á Gualba y al Gorch negre, Barcelona, Estampa dels Sucesors de N. Ramírez y C.ª, 1888[2].

## Postérité
Leonora Blanche Alleyne et Andrew Lang ont introduit plusieurs de ses Cuentos populars catalans dans leur Pink Fairy Book (1897).
L'écrivain viennois Eduardo Poremvoiez a choisi pour le livret d'un opéra l'action du conte « Les Trois Roses », paru dans La Rondallayre.